# Ерне (река)
Ерне (фр. Ernée) је река у Француској. Дуга је 65 km. Улива се у Мајен. 